# باسيك لينكس

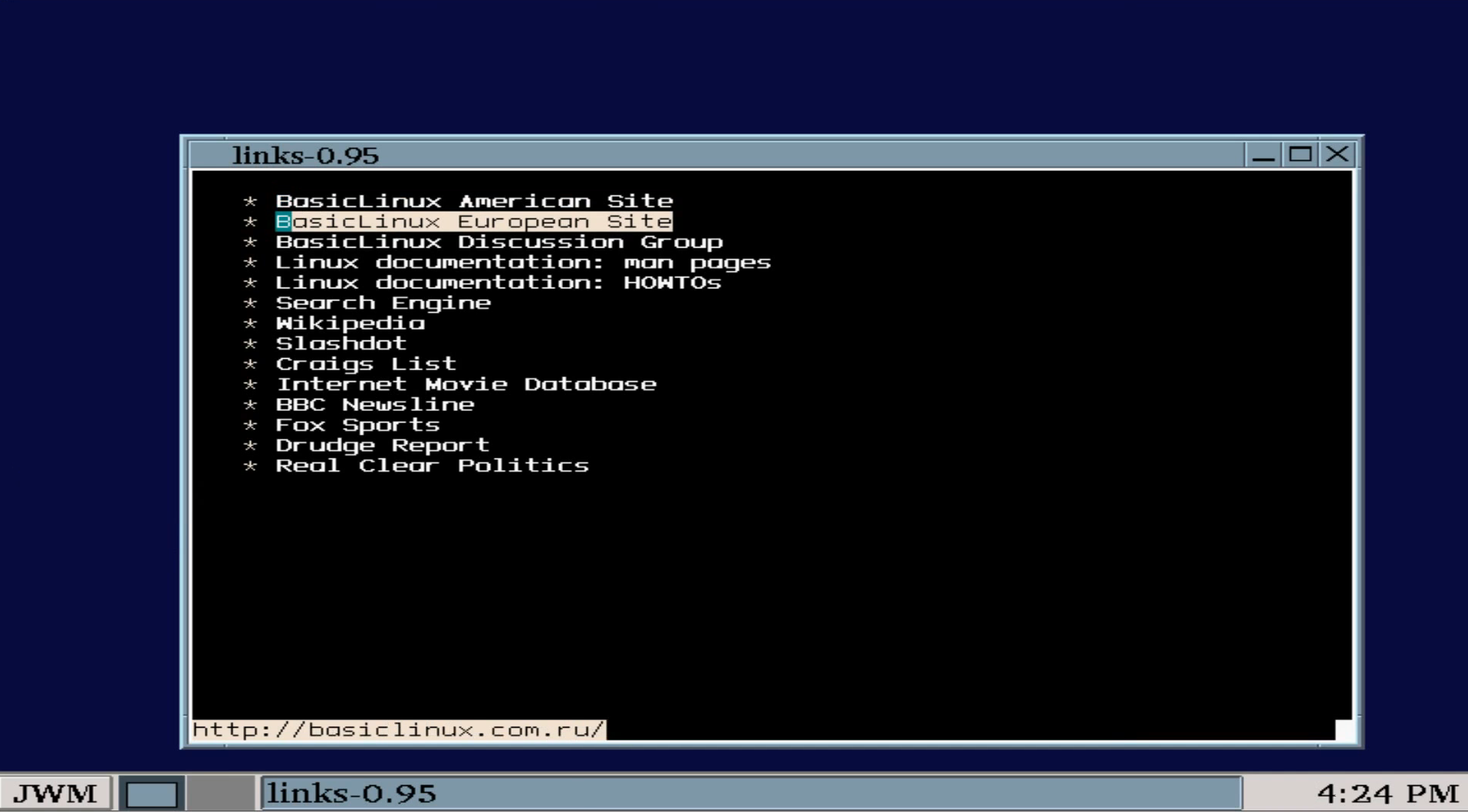
باسيك لينكس

باسيك لينكس (بالإنجليزية: BasicLinux)‏، هي توزيعة خفيفة صغيرة الحجم تعرف كذلك ب BasLin, BL3, أو BasLinux صممت للحواسيب المكتبية القديمة بمعالج إنتل 386 و486 والحواسيب المحمولة التي تستخدم سطور الأوامر أو ذات الواجهة الرسومية البسيطة.
مبنية على نسخة مشتقة من سلايك واير 3.5 ,تستخدم مدير النوافذ JWM, تعتمد نواة صغيرة عفى عنها الزمن v2.2.26 مع BusyBox لاستهلاك أقل من ذاكرة الوصول العشوائي, تستطيع عبرها تصفح الويب وإرسال واستقبال الرسائل.
تتطلب التوزيعة 3ميغابايت من الذاكرة الحية و20 ميغابايت من مساحة القرص متوفرة بصيغتين إما بتثبيتها على القرص الصلب عبر الإقلاع بواسطة Dأو أس أو بقرصين مرنين حينها تحتاج 12 ميغابايت.
التطبيقات المثبتة تتضمن:
- IceWM
- MagicPoint
- Mutt
- mp321